# Beaumont (Vienne)
Beaumont korábbi község Franciaország Új-Aquitania régiójában, Vienne megyében. 2017. január 1-jén Saint-Cyr korábbi községgel egyesült és az így létrejött Beaumont Saint-Cyr új község része lett.
Lakosainak száma 1860 fő (2018. január 1.). Beaumont Colombiers, Dissay, Marigny-Brizay, Naintré, Saint-Cyr és Vouneuil-sur-Vienne községekkel határos.

## Népesség
A település népességének változása:
| Lakosok száma | 1897 | 1929 | 3108 | 1884 | 1860 |
|               | 2013 | 2015 | 2016 | 2017 | 2018 |